# Tvornica Karbon, Maršala Tita 94 (Zaprešić)
Tvornica Karbon, Maršala Tita 94', industrijska građevina u mjestu i gradu Zaprešić, zaštićeno kulturno dobro.

## Opis
Tvornica Karbon u Zaprešiću primjer je industrijskog sklopa iz početka 20. stoljeća smješten između željezničke pruge i Ulice maršala Tita koja predstavlja glavnu gradsku prometnicu i jedan od glavnih prilaza samom središtu grada iz smjera juga. Najznačajnije građevine industrijskog sklopa, vodotoranj i stambeno-poslovna zgrada uz glavnu cestu pripadaju prvotnom sklopu, dok je ostatak industrijskih građevina izgrađenih tijekom šezdesetih i sedamdesetih godina 20. stoljeća bez urbanističko-arhitektonske i povijesne vrijednosti. Inventarizacijom i vrednovanjem postojećeg stanja na području tvornice Karbon utvrđeno je da vodotoranj zajedno s trostranim natpisom Karbon i ulično pročelje stambeno-poslovne zgrade obzirom na graditeljska i oblikovna obilježja te stupanj očuvanosti izvorne supstance, posjeduju obilježja industrijske urbanističko-arhitektonske baštine vrijedne očuvanja. Dodatnu i naročito veliku vrijednost ima vodotoranj tvornice Karbon kao rani i rijetki primjer specifične industrijske baštine.

## Zaštita
Pod oznakom Z-6576 zaveden je kao nepokretno kulturno dobro - pojedinačno, pravna statusa zaštićena kulturnog dobra, klasificirano kao "profana graditeljska baština".